# Home Care (Konzept)

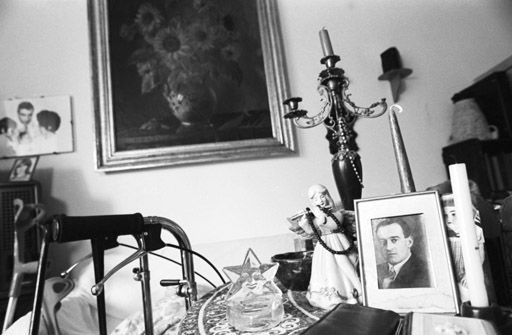
Wohnraum einer Seniorin

Mit dem Begriff Home Care (auch: Homecare), übersetzt Betreuung zu Hause, werden im anglo-amerikanischen Sprachraum Programme bezeichnet, die der medizinischen, pflegerischen und technischen Versorgung von Patienten in deren häuslichen Umfeld dienen. Damit wird dem Patienten ermöglicht, so schnell wie möglich nach Haus zurückkehren zu können, auch wenn er erkrankungsbedingt weiterhin bestimmte Therapie- und Pflegemaßnahmen benötigt. Krankenhausaufenthalte werden daher durch Home Care verkürzt und in der Folge weitgehend vermieden. Die häusliche Weiterführung einer im Krankenhaus begonnenen Therapie wird durch ein Home Care Team sichergestellt, das in der Regel aus einem niedergelassenen Haus- bzw. Facharzt und einem Homecare-Unternehmen besteht, welches unter anderen Pflegefachpersonen (Registered Nurses) und hauswirtschaftlich tätiges Personal beschäftigt. Patienten, die einer Heimbeatmung bedürfen, werden gegebenenfalls über einen Sub-Acute-Care-Bereich darauf vorbereitet.
In Deutschland definiert der Bundesverband Medizintechnologie Home Care als häusliche Versorgung eines Patienten mit erklärungsbedürftigen Hilfs- und Verbandmitteln durch geschultes Fachpersonal im Rahmen einer ärztlichen ambulanten Therapie in vergleichbarer Qualität, wie sie die Klinik gewährleistet. Leistungserbringer sind in diesem Fall sogenannte Homecare-Unternehmen, die sich bei Bedarf um das Überlassungs- und Überleitungsmanagement aus dem stationären in das ambulante Umfeld kümmern und die weitere Versorgung mit therapienotwendigen Produkten und Medizintechnik gewährleisten. Sie übernehmen aber keine Dienstleistungen im Sinne der Grund- und Behandlungspflege.
Damit unterscheiden sich in Deutschland Homecare-Unternehmen von Leistungserbringern der häuslichen Pflege, der häuslichen Krankenpflege und der Spezialisierten ambulanten Palliativversorgung (SAPV). In Berlin wird der Begriff Homecare umgangssprachlich auch für die Versorgung in der SAPV genutzt, die durch den Verein Home Care Berlin e. V. koordiniert wird.

## Home Care in den USA
Als Konzept wurde Home Care in den USA entwickelt, als sich dort etwa ab den 1970er Jahren abzeichnete, dass die steigenden Ausgaben für das Gesundheitswesen sich auf Dauer als nicht tragbar erwiesen.
Vorläufer des Konzeptes war die bis etwa Mitte des 20. Jahrhunderts übliche Home care im Sinne der häuslichen Pflege: Die Betreuung und Pflege alter und kranker Menschen erfolgte überwiegend zu Hause durch Angehörige oder Dienstpersonal, ergänzt von ärztlichen Hausbesuchen. Mit den Fortschritten in der Medizin und Medizintechnik wurde zunehmend das Krankenhaus zum Zentrum der gesundheitlichen Versorgung und Pflege. Versicherungen erstatteten bald nur noch Behandlungen, die stationär durchgeführt wurden. Diagnostik und Therapieverfahren wurden umfangreicher, Krankenhausaufenthalte dadurch länger und kostenintensiver. Dieses über Jahrzehnte fortdauernde Wachstum des Krankenhauswesens führte zu einer hohen Ausgabenbelastung seitens der Arbeitgeber und des Staates, so dass nach und nach diverse Maßnahmen zur Kostenbegrenzung eingeführt wurden, unter anderen das Diagnosis Related Groups-Klassifikationssystem. Da sich dadurch Krankenhausaufenthalte deutlich verkürzten, entstanden für Patienten nach der Entlassung Versorgungslücken in der Behandlung und Nachsorge. Diese Lücken werden durch die wiederentdeckte und modernisierte Home Care geschlossen.
Home Care besteht in einer Kombination aus professionellen Gesundheits- und Lebenshilfeleistungen. Professionelle Gesundheitsdienste führen in Zusammenarbeit mit dem behandelnden Arzt unter anderem medizinische oder psychologische Diagnostik, Schmerztherapie, Physiotherapie, Logopädie oder Ergotherapie durch, übernehmen Wundversorgung, Verabreichung von Medikamenten und Infusionen. Zu den Dienstleistungen, die die Alltagsbewältigung unterstützen, gehören überwiegend hauswirtschaftliche Tätigkeiten wie die Zubereitung von Mahlzeiten, Besorgungen, Einkaufen, aber auch die Bereitstellung von Medikamenten. Gesundheits- und Krankenpflege wird vor allem in den ersten Wochen nach der Entlassung integriert, aber auch, wenn der Patient dauerhaft körperlicher Unterstützung bedarf. Alle Aspekte der Home Care stehen unter der Prämisse der fürsorgliche Begleitung (caregiving).
Die Finanzierung erfolgt überwiegend über Medicare und zu einem wesentlich geringeren Teil über Medicaid.

## Bedeutung in Deutschland
Indem Home Care medizinische Therapien im häuslichen Bereich gewährleistet, kann es die Lebensqualität von chronisch kranken, multimorbiden bzw. behinderten Menschen fördern. Gleichzeitig soll es der Kostensteigerung im Gesundheitssystem entgegenwirken, die Koordinationslücke zwischen allen beteiligten Leistungserbringern im System schließen und die Unabhängigkeit der Patienten unterstützen.
In Deutschland ergeben sich (durch die Trennung von Kranken- und Pflegeversicherung) für ambulante Behandlung und ambulante Pflege jeweils unterschiedliche gesetzliche Vorgaben und erschweren ein umfassendes Versorgungs- und Hilfssystem.
Der Trend der demografischen Entwicklung in Deutschland zeigt, dass die Zahl der älteren Menschen in den nächsten Jahren kontinuierlich steigt. Versorgungsbedürftige, chronische Krankheiten nehmen im Verhältnis zu akuten Erkrankungen immer mehr zu. Diese Entwicklungen lassen darauf schließen, dass die Zahl multimorbider und pflegebedürftiger Patienten in den nächsten Dekaden stark ansteigen wird. Dieser Entwicklung steht ein weiterer Trend gegenüber: Es wird immer weniger ärztliches und pflegerisches Personal geben.
Der medizinische Fortschritt und die Entwicklung der Medizintechnologie ermöglichen es aber, dass einige behandlungs- und kostenintensive Therapieverfahren aus dem Krankenhaus in den häuslichen Bereich ausgelagert werden können. Damit wird gleichzeitig dem Wunsch vieler Patienten nach einer Versorgung in vertrautem Umfeld und nach einem möglichst unabhängigen und selbstständigen Leben entsprochen.
Therapien, die statt im Krankenhaus im häuslichen Bereich durchgeführt oder dort fortgesetzt werden, müssen aber die gleiche Qualität der Versorgung garantieren können. So können Komplikationen und damit Folgekosten durch unsachgemäßen Produkteinsatz oder schlechte Nachsorge vermieden werden. Homecare-Versorgung gewährleistet eine der klinischen Behandlung weitgehend gleichwertige Versorgung im ambulanten Bereich.